# Нямеш
Немеші, нямеші — 1) дрібні шляхтичі в Угорському королівстві у 14 — 1-й пол. 19 ст. Порівняно багато їх було в Марамороші (Східне Закарпаття), де побутує легенда, що частина з них були нащадками боярських родів Галицько-Волинського князівства. У Західному Закарпатті наприкінці 16 — у 1-й пол. 18 ст. деякі солтиси та заможні селяни проникали в середовище «армалістів», купивши собі «армалеси» — гербові дипломи. Дехто з нямешів мав підданих селян, однак більшість з них мало відрізнялися від заможних селян і перебували в залежності від великих та середніх землевласників. Упродовж 18—19 ст. більшість немешів Закарпаття мадяризувалися;
2) на Буковині і в Молдові в 16—17 ст. «немешами» називали привілейованих землевласників, що займали проміжне становище між селянами і боярами. Немеші не виконували селянських повинностей, на відміну від бояр сплачували податок державі.